# Araeoncus vorkutensis
Araeoncus vorkutensis là một loài nhện trong họ Linyphiidae.
Loài này thuộc chi Araeoncus. Araeoncus vorkutensis được Andrei V. Tanasevitch miêu tả năm 1984.